# Saison 2017 des Cubs de Chicago
La saison 2017 des Cubs de Chicago est la 142e saison en Ligue majeure de baseball pour cette franchise. 
Les Cubs débutent 2017 en tant que champions du monde en titre pour la première fois depuis 1908, champions en titre de la Ligue nationale pour la première fois depuis 1945 après leur victoire en Série mondiale 2016. Les efforts des Cubs pour ajouter un second titre en 2017 sont laborieux. Après avoir concédé le premier rang de la division Centrale de la Ligue nationale aux surprenants Brewers de Milwaukee en début de saison, les Cubs passent l'annuelle pause du match des étoiles avec 43 victoires et 45 défaites, en seconde place à 5 matchs et demi des Brewers,. Les difficultés qui les plombent se classent parmi les pires de l'histoire pour un club ayant remporté la Série mondiale l'automne précédent. Les choses s'améliorent éventuellement et Chicago dépasse Milwaukee pour ne plus quitter la première place après le 26 juillet et terminer en tête de la division pour une 2e année consécutive. Les Cubs complètent la saison régulière avec 92 victoires et 70 défaites, soit 11 succès de moins qu'en 2016. 
En séries éliminatoires, les Cubs triomphent avec difficulté des Nationals de Washington trois matchs à deux en Série de division, mais leur saison 2017 prend fin lorsqu'ils sont déclassés quatre matchs à un par les Dodgers de Los Angeles en Série de championnat. C'est tout de même la 3e année de suite que Chicago atteint la Série de championnat de la Ligue nationale.

## Contexte
Les Cubs remportent 103 victoires contre 58 défaites en 2016, leur plus grand nombre de succès en saison régulière depuis les années 1909 et 1910. Meilleure équipe des majeures en 2016, ils coiffent facilement les Cardinals de Saint-Louis, laissés 17 matchs et demi derrière, en tête de la division Centrale de la Ligue nationale et gagnent leur premier titre de division depuis 2008. 
Qualifiés une deuxième année de suite en séries éliminatoires, les Cubs éliminent les Giants de San Francisco en Série de divisions puis les Dodgers de Los Angeles en Série de championnat de la Ligue nationale, accédant à la Série mondiale pour la première fois depuis 1945. Ils survivent à la menace d'une élimination dans trois matchs de suite contre les Indians de Cleveland, remportant la Série mondiale 2016 quatre victoires à trois pour mettre fin à la séquence la plus malchanceuse du sport professionnel nord-américain et savourer leur premier titre de champions du baseball depuis 1908.

## Saison régulière
La saison régulière de 162 matchs des Cubs débute le 2 avril 2017 par une visite aux Cardinals de Saint-Louis et se termine le 1er octobre suivant. Le premier match local au Wrigley Field de Chicago oppose les Cubs aux Dodgers de Los Angeles le 10 avril.

### Classement
| Ligue nationale division Centrale | V  | D  | %    | Diff. | Diff. (séries) |
| --------------------------------- | -- | -- | ---- | ----- | -------------- |
| Cubs de Chicago                   | 92 | 70 | ,568 | -     | -              |
| Brewers de Milwaukee              | 86 | 76 | ,531 | 6     | 1              |
| Cardinals de Saint-Louis          | 83 | 79 | ,512 | 9     | 4              |
| Pirates de Pittsburgh             | 75 | 87 | ,463 | 17    | 12             |
| Reds de Cincinnati                | 68 | 94 | ,420 | 24    | 19             |

## Affiliations en ligues mineures
| Niveau            | Équipe                   | Ligue                         |
| ----------------- | ------------------------ | ----------------------------- |
| AAA               | Cubs de l'Iowa           | Ligue de la côte du Pacifique |
| AA                | Smokies du Tennessee     | Southern League               |
| A-Advanced        | Pelicans de Myrtle Beach | Florida State League          |
| A                 | Cubs de South Bend       | Midwest League                |
| A (saison courte) | Emeralds d'Eugene        | Northwest League              |
| Ligue des recrues | Arizona League Cubs      | Arizona League                |
| Ligue des recrues | DSL Cubs                 | Dominican Summer League       |